# Gottfried de Purucker
Hobart Lorenz Gottfried de Purucker manchmal auch Gottfried von Purucker (* 15. Januar 1874 in Suffern, New York, USA; † 27. September 1942 in Covina, Kalifornien, USA) war ein US-amerikanischer Journalist, Autor von esoterischen Werken, Theosoph und Präsident der Theosophischen Gesellschaft in Amerika. Häufig wurde er kurz „G. de P.“ bzw. „GdeP“ genannt.

## Leben und Wirken

### Kindheit und Jugend
Purucker wurde am 15. Januar 1874 in Suffern als eines von fünf Kindern von Gustaf Adolf von Purucker und Juliana Smyth geboren. Der Vater war Priester der Anglikanischen Kirche und sah sich in Ausübung seines Berufes häufig zu Wohnortwechseln veranlasst. Nach mehreren Umzügen in den USA ließ sich die Familie 1888 im schweizerischen Genf nieder, wo der Vater die Leitung der Amerikanischen Kirche übernommen hatte. Hier besuchte Purucker das College, nachdem er früher, durch die Umzüge bedingt, an verschiedenen Schulen und von seinem Vater unterrichtet worden war. Nachdem er für sich entschieden hatte, dass der vom Vater gewünschte Priesterberuf nicht sein Weg war, verließ er 1892 die Schule und reiste in die USA. Auf seiner Suche gelangte er nach einigen Umwegen schließlich nach San Diego, wo er, von deren Lehren angetan, am 16. August 1893 der dortigen Theosophischen Gesellschaft beitrat. Eine Zeit lang arbeitete er aktiv in der theosophischen San-Diego-Loge mit. Während seines Aufenthaltes entdeckte er in Point Loma, nördlich der Bucht von San Diego, ein Stück Land und dachte, dass dort ein theosophisches Zentrum entstehen sollte. Später wurde dieser Gedanke in Form von Lomaland verwirklicht. 1895 reiste er wieder nach Genf, dort traf er im September 1896 Katherine Tingley, der er von diesem Grundstück erzählte, woraufhin diese den Ankauf des Geländes veranlasste.
1897/98 bereiste Purucker Südamerika, kehrte wieder nach Genf zurück, lebte einige Zeit in Paris und besuchte zahlreiche europäische Städte, wobei er als Journalist tätig war. Am 4. August 1903 trat er in Point Loma der Universal Brotherhood and Theosophical Society (UBTS), so wurde die Theosophische Gesellschaft in Amerika (TGinA) zu dieser Zeit genannt, bei.
Purucker heiratete nie und hatte auch keine Kinder. Er beherrschte neben seiner Muttersprache Englisch, fließend Deutsch, Französisch, Italienisch, Spanisch, Portugiesisch, Griechisch, Latein, Hebräisch, Altenglisch und Sanskrit.

### In der Theosophischen Gesellschaft

#### Arbeiten in Lomaland
Seit 1897 entstand in Point Loma unter der Führung von Katherine Tingley und der von ihr geleiteten UBTS ein theosophisches Weltzentrum, das in stärkerem Maße auch soziale und erzieherische Aufgaben wahrnehmen sollte, später unter dem Namen Lomaland bekannt. 1903 trat Purucker der UBTS bei, wo er von Beginn an leitende Aufgaben im Führungsgremium übernahm und eng mit Tingley zusammenarbeitete. Daneben betätigte er sich im Lomaland-Verlagshaus an der Herausgabe von Zeitschriften und Büchern, hielt theosophische Vorträge und Vorlesungen, leitete Diskussionen und führte Streitgespräche mit den Geistlichen verschiedener christlicher Konfessionen in San Diego. Auch war er Mitwirkender bei zahlreichen Aufführungen im Freilufttheater, lehrte ab 1913 an der Raja-Yoga-Schule und seit 1914 an der Akademie und am College. Nach Gründung der theosophischen Lomaland-Universität 1919, war Purucker zunächst als Student eingeschrieben. Nach seiner Promotion in Literaturwissenschaft 1921, lehrte er dort auch selbst als Professor. Purucker war häufiger Begleiter Tingleys auf ihren Welt- bzw. Europareisen, so 1903/4, 1908, 1912 und 1926. Nach dem Tod Tingleys, am 11. Juli 1929, wurde Purucker am 26. Juli 1929 vom Führungsgremium der UBTS zu ihrem Nachfolger gewählt. Gleichzeitig übernahm er auch die Leitung der Esoterischen Sektion.

#### Kurswechsel nach Präsidentschaft
Als Präsident führte Purucker einen Kurswechsel durch, er änderte am 1. September 1929 den Namen der Gesellschaft von UBTS auf Theosophical Society (= Theosophische Gesellschaft (TG)). Damit setzte er Zeichen für eine Richtungsänderung, weniger Tingley'sche Fürsorge und Erziehung, stattdessen stärkere Ausrichtung auf die Lehren Helena Blavatskys und der ursprünglichen Theosophie. Zur leichteren Unterscheidung gegenüber anderen TG, wurde allgemein die Bezeichnung Theosophische Gesellschaft Point Loma (TG-Point Loma) benutzt. Purucker änderte die bislang zentralistische Struktur der TG und gründete nationale Sektionen in den USA, Europa, Asien und Australien, die weitgehend selbständig agieren konnten. Diese nationalen Sektionen, jeweils von einem Präsidenten geleitet, gründeten wiederum Zentren und Logen in ihren Ländern. Purucker rief dazu auf, neue Logen auch dann zu gründen, wenn diese anfangs nur aus wenigen Mitgliedern bestehen sollten, und darauf aufbauend die Expansion der TG-Point Loma voranzutreiben. So waren auch in Deutschland mehrere Logen entstanden, die jedoch durch die Gestapo Mitte 1936 verboten wurden und nur in geringem Ausmaß im Untergrund weiterbestanden.

#### Einigungsversuche in der TG
Der autokratische Führungsstil Tingleys hatte zu einigen Abspaltungen von der UBTS und damit zu neuen, zum Teil konkurrierenden Theosophischen Gesellschaften, geführt. Diese Abspaltungen splitterten sich wieder auf, was zu weiteren Theosophischen Gesellschaften führte, ähnlich war die Situation bei der Adyar-TG. Um 1930 war die Zahl der Gesellschaften auf über 20 konkurrierende Organisationen angewachsen, alle behaupteten jedoch, im Besitz der „wahren“ und „echten“ Theosophie zu sein. Um die Zersplitterung zu überwinden und eine Einigung aller Theosophischen Gesellschaften herbeizuführen, rief er die Theosophical Fraternization Movement (= Theosophische Verbrüderungsbewegung) ins Leben. Am 24. Juni 1931 konnte Purucker in London eine Konferenz dieser Bewegung abhalten, an der zahlreiche Leiter und Mitglieder verschiedener theosophischer Gesellschaften aus aller Welt teilnahmen. London wurde deshalb gewählt, weil es neutraler Boden war, hingegen Point Loma, als Hauptquartier der TG-Point Loma, von einigen Theosophischen Gesellschaften als „Feindesland“ betrachtet wurde. Das Ziel einer Einigung wurde nicht erreicht, zumindest aber war es Puruckers Verdienst, erstmals seit Jahrzehnten wieder eine gemeinsame Gesprächsbasis gefunden zu haben. In den folgenden Jahren kamen noch mehrere derartige Konferenzen zustande, die Gesprächsbasis untereinander konnte dabei wohl vertieft, eine Einigung jedoch nicht erzielt werden.

#### Die finanzielle Situation
Alle Unternehmungen Puruckers standen unter dem Diktat der leeren Kassen; dieses Problem schränkte seine Handlungsfähigkeit und die Expansionsbestrebungen stark ein. Purucker hatte 1929 Lomaland von Tingley verschuldet übernommen, dazu kam, dass die Einnahmen gerade die laufenden Verpflichtungen deckten, es gab kaum finanziellen Spielraum. Der gesamte Verwaltungsapparat war aufgebläht, viele ausländische Logen und Schulen waren von Lomaland abhängig und belasteten die Gesellschaft zusätzlich. Der Beginn der Weltwirtschaftskrise am 24. Oktober 1929 traf die TGPL und damit Lomaland schwer. Durch dieses Ereignis war Lomaland praktisch bankrott. Purucker gelang es mit Hilfe von Freunden und Gönnern, durch Grundstücksverkäufe und rigorose Sparmaßnahmen den Betrieb aufrechtzuerhalten und bis 1942 die gesamten Schulden zu begleichen. Wie schwierig die Situation war, zeigt das Beispiel, dass selbst die drei täglichen Mahlzeiten für die Mitarbeiter auf zwei reduziert wurden. Nach Abschluss der Sanierung und dem darauffolgenden Umzug nach Covina erreichte Purucker am 16. September 1942 beim kalifornischen Staat die Anerkennung der Theosophical Endowment Corporation (= Theosophische Stiftung) als gemeinnützig. Da ab diesem Zeitpunkt alle Aktivitäten der TG über diese Stiftung liefen, kam dies einer Steuerbefreiung der ganzen Gesellschaft gleich. Die finanziellen Schwierigkeiten waren damit überwunden.

#### Umzug nach Covina
Der Lomaland-Besitz lag in direkter Nachbarschaft zu einem Marine- und Luftwaffenstützpunkt der  US-Streitkräfte in der Bucht von San Diego. Ende 1941, nach dem Angriff auf Pearl Harbor, wurde das Hauptquartier der US-Pazifikflotte dorthin verlegt. Aus Angst vor einer japanischen Invasion kam es zu Truppenstationierungen an der Westküste der USA, auch auf Lomaland wurden Geschützstellungen installiert. Dies weckte Befürchtungen, in kriegerische Handlungen hineingezogen zu werden. Auch war die Bausubstanz der Gebäude in einem schlechten Zustand und bedurfte dringend der Renovierung. Die dafür notwendigen Mittel standen nicht zur Verfügung und Purucker wollte keine Kreditgelder in ein kriegsgefährdetes Projekt stecken. Diese Unsicherheit führte schließlich Anfang 1942 zur Aufgabe von Lomaland und dem Verkauf des Besitzes. Aus dem Verkaufserlös erwarb er einen Gebäudekomplex in Covina, bei Los Angeles, dorthin übersiedelte die TG-Point Loma am 29. Juni 1942. Dem Umzug entsprechend wurde auch der Sprachgebrauch angepasst, ab diesem Zeitpunkt war aus der Theosophischen Gesellschaft Point Loma die Theosophische Gesellschaft Covina (TG-Covina) geworden.

#### Der Schriftsteller
Purucker publizierte in mehreren, zum Teil von ihm selbst herausgegebenen, Zeitschriften wie z. B. Lucifer (1930–1935), The Theosophical Path (1897–1935) und vor allem The Theosophical Forum (1929–1951). Er beschäftigte sich viel mit der Ausarbeitung und Erläuterung der theosophischen Grundlagen, damit verbreiterte und festigte er das Fundament der theosophischen Philosophie und machte sie verständlicher. Er war Verfasser eines theosophischen Wörterbuches, das viele Fachbegriffe aus Helena Blavatskys Geheimlehre und anderer theosophischer Literatur erläuterte. Obwohl seine Werke zum Teil sehr detailliert ausgeführt und mit wissenschaftlichem Anspruch geschrieben waren, blieben sie doch verständlich und meist leicht fassbar. Auch wurden die meisten seiner Vorträge, die er in den USA und in Europa hielt, gesammelt und später in Buchform veröffentlicht.

## Tod und Nachfolge
Während eines morgendlichen Spazierganges am Gelände der TG-Covina brach Purucker am 27. September 1942 plötzlich und unerwartet zusammen. Ein Herzinfarkt brachte seinen sofortigen Tod. Bereits am 25. Januar 1935 hatte Purucker verfügt, dass, sollte sich nach seinem Ableben ein Nachfolger nicht von selbst anbieten, das Führungsgremium nach drei Jahren den Leiter zu wählen habe. Tatsächlich war es dann so, dass das Gremium bis zum 22. Oktober 1945 interimsmäßig die Geschicke der TGC steuerte, dann wurde Arthur L. Conger als Präsident gewählt.

## Werke (Auswahl)
- kostenlos online: Wind des Geistes (deutsche Übersetzung von Wind of the Spirit (1944)). Theosophischer Verlag, Pasadena 1995; ISBN 3-930623-15-3
- Esoterische Philosophie, Wörterbuch, ausführliche Erläuterungen wesentlicher Grundbegriffe östlicher Weisheit und ursprünglicher Geheimlehren. Verlag Esoterische Philosophie, Hannover 1990; ISBN 3-924849-40-4
- Der Mensch in der Unendlichkeit. Leben – Bewusstsein, Geist und Intelligenz. Verlag Esoterische Philosophie, Hannover 2022; ISBN 978-3-924849-83-2
- Mit der Wissenschaft hinter die Schleier der Natur. Neue Dimensionen der Naturerkenntnis. Verlag Esoterische Philosophie, Hannover 2020; ISBN 978-3-924849-82-5
- Geburt und Wiedergeburt. Die Wiedergeburt überzeugend erklärt. Verlag Esoterische Philosophie, Hannover 2023; ISBN 978-3-924849-85-6
- Sichtbare und unsichtbare Welten. Verlag Esoterische Philosophie, Hannover 2013; ISBN 978-3-924849-69-6
- Goldene Regeln der Esoterik. Theosophischer Verlag, Eberdingen 1998; ISBN 3-930623-06-4
- Grundlagen der esoterischen Philosophie, Mensch, Natur und Kosmos. Verlag Esoterische Philosophie, Hannover 2003; ISBN 3-924849-53-6
- Tod – was kommt danach?, Der Tod, das Tor zu neuem Leben!. Verlag Esoterische Philosophie, Hannover 1995; ISBN 3-924849-37-4